# Championnat d'Albanie de football 2011-2012
Navigation
Saison 2010-2011 Saison 2012-2013
Le Championnat d'Albanie de football de Kategoria Superiore 2011-2012 est la soixante-et-onzième édition de ce championnat et la 15e saison sous son nom actuel.
La saison débute en août 2011 et se termine en mai 2012. Les quatorze meilleures équipes du pays sont regroupées au sein d'une poule unique où elles s'affrontent deux fois au cours de la saison. À la fin du championnat, les deux derniers du classement sont relégués et remplacés par les deux meilleurs clubs de Kategoria e parë tandis que les 10e, 11e et 12e disputent un barrage de promotion-relégation face aux 3e, 4e et 5e de D2.
C'est le club de Skënderbeu Korçë, tenant du titre, qui remporte à nouveau la compétition après avoir terminé en tête du classement final, avec un seul point d'avance sur Teuta Durrës et quatre sur le KF Tirana. C'est le quatrième titre de champion d'Albanie de l'histoire du club.

## Stades et situation géographique
| Équipe              | Ville    | Stade                    | Capacité |
| ------------------- | -------- | ------------------------ | -------- |
| KS Flamurtari Vlorë | Vlorë    | Stadiumi Flamurtari      | 9 500    |
| KF Laçi             | Laç      | Stadiumi Laçi            | 5 000    |
| KF Skënderbeu Korçë | Korçë    | Stadiumi Skënderbeu      | 7 000    |
| KF Tirana           | Tirana   | Stadiumi Selman Stërmasi | 13 500   |
| KS Vllaznia Shkodër | Shkodër  | Stadiumi Loro-Boriçi     | 14 200   |
| KS Pogradeci        | Pogradec | Stadiumi Gjorgji Kyçyku  | 6 000    |

## Compétition

### Classement
Le classement est établi sur le barème de points classique (victoire à 3 points, match nul à 1, défaite à 0).
Pour départager les égalités, on tient d'abord compte de la différence de buts générale, puis du nombre de buts marqués, puis des confrontations directes et enfin si la qualification ou la relégation est en jeu, les deux équipes jouent une rencontre d'appui sur terrain neutre.
| Rang | Équipe             | Pts | J  | G  | N | P  | Bp | Bc | Diff |
| ---- | ------------------ | --- | -- | -- | - | -- | -- | -- | ---- |
| 1    | Skënderbeu Korçë T | 57  | 26 | 17 | 6 | 3  | 45 | 16 | +29  |
| 2    | Teuta Durrës       | 56  | 26 | 17 | 5 | 4  | 33 | 18 | +15  |
| 3    | KF Tirana C        | 53  | 26 | 16 | 5 | 5  | 33 | 21 | +12  |
| 4    | Flamurtari Vlorë   | 46  | 26 | 13 | 7 | 6  | 42 | 20 | +22  |
| 5    | Kastrioti Krujë    | 38  | 26 | 11 | 5 | 10 | 37 | 30 | +7   |
| 6    | Bylis Ballshi      | 35  | 26 | 9  | 8 | 9  | 40 | 37 | +3   |
| 7    | Vllaznia Shkodër   | 35  | 26 | 10 | 5 | 11 | 39 | 33 | +6   |
| 8    | KF Laçi -6         | 34  | 26 | 11 | 7 | 8  | 26 | 28 | -2   |
| 9    | Shkumbini Peqin    | 31  | 26 | 8  | 7 | 11 | 37 | 45 | -8   |
| 10   | Tomori Berat P     | 28  | 26 | 8  | 4 | 14 | 36 | 47 | -11  |
| 11   | Kamza Kamëz P      | 27  | 26 | 7  | 6 | 13 | 22 | 32 | -10  |
| 12   | Apolonia Fier P    | 21  | 26 | 5  | 6 | 15 | 27 | 46 | -19  |
| 13   | KS Pogradeci P -3  | 19  | 26 | 6  | 4 | 16 | 25 | 47 | -22  |
| 14   | Dinamo Tirana -3   | 13  | 26 | 3  | 7 | 16 | 19 | 41 | -22  |

| Légende : Qualifications et relégations | Légende : Qualifications et relégations                                          |
| --------------------------------------- | -------------------------------------------------------------------------------- |
|                                         | Ligue des champions 2012-2013 (2e tour de qualification)                         |
|                                         | Ligue Europa 2012-2013 (1er tour de qualification)                               |
|                                         | Qualification pour les barrages de relégation en Kategoria e parë                |
|                                         | Relégation en Kategoria e parë                                                   |
|                                         | T : Tenant du titre P : Promu en 2010-2011 C : Vainqueur de la Kupa e Shqipërisë |

### Matchs
| Résultats (▼dom., ►ext.) | APO | BYL | DIN | FLA | KAM | KAS | LAÇ | POG | SKË | SHK | TEU | TIR | TOM | VLL |
| KS Apolonia Fier         |     | 2-1 | 2-0 | 1-3 | 0-0 | 1-0 | 1-1 | 2-3 | 1-5 | 1-1 | 0-1 | 1-2 | 6-5 | 1-4 |
| KS Bylis Ballshi         | 2-1 |     | 3-1 | 1-3 | 2-1 | 0-1 | 3-0 | 1-0 | 0-0 | 5-2 | 0-0 | 1-0 | 4-2 | 1-0 |
| KS Dinamo Tirana         | 3-3 | 1-1 |     | 1-1 | 0-2 | 0-1 | 2-2 | 1-0 | 0-0 | 0-0 | 0-1 | 3-2 | 4-1 | 0-3 |
| KS Flamurtari Vlorë      | 1-1 | 2-0 | 5-0 |     | 2-1 | 3-1 | 0-0 | 2-0 | 1-0 | 5-0 | 1-1 | 0-1 | 1-1 | 1-0 |
| Kamza Kamëz              | 0-1 | 1-0 | 1-1 | 0-1 |     | 1-1 | 3-1 | 2-1 | 0-1 | 1-0 | 1-2 | 0-0 | 2-1 | 1-0 |
| KS Kastrioti Krujë       | 2-0 | 4-2 | 1-0 | 1-1 | 3-2 |     | 0-1 | 4-0 | 1-2 | 0-1 | 1-2 | 2-3 | 3-1 | 2-1 |
| KF Laçi                  | 1-0 | 2-2 | 1-0 | 0-0 | 1-0 | 1-1 |     | 2-0 | 2-1 | 3-2 | 1-0 | 0-1 | 2-0 | 1-0 |
| KS Pogradeci             | 1-1 | 1-1 | 1-0 | 0-2 | 2-1 | 1-1 | 3-1 |     | 1-3 | 0-0 | 1-2 | 1-2 | 1-0 | 2-1 |
| Skënderbeu Korçë         | 2-0 | 3-2 | 2-0 | 2-1 | 0-0 | 1-0 | 3-0 | 3-0 |     | 3-1 | 0-1 | 2-0 | 0-0 | 2-1 |
| KS Shkumbini Peqin       | 2-0 | 1-1 | 1-0 | 0-3 | 3-1 | 0-1 | 1-1 | 2-1 | 2-4 |     | 1-2 | 3-2 | 6-2 | 2-1 |
| KS Teuta Durrës          | 2-1 | 1-0 | 2-0 | 1-0 | 0-0 | 1-1 | 1-0 | 5-3 | 0-0 | 2-1 |     | 1-2 | 1-0 | 0-1 |
| KF Tirana                | 1-0 | 3-2 | 1-0 | 2-0 | 1-0 | 1-0 | 1-0 | 3-1 | 0-0 | 1-1 | 0-1 |     | 1-0 | 0-0 |
| KS Tomori Berat          | 2-0 | 2-2 | 2-1 | 3-2 | 4-1 | 2-1 | 0-1 | 4-1 | 2-4 | 1-0 | 0-2 | 0-1 |     | 1-0 |
| KS Vllaznia Shkodër      | 1-0 | 3-3 | 2-1 | 2-1 | 4-0 | 2-4 | 3-1 | 1-0 | 0-2 | 4-4 | 3-1 | 2-2 | 0-0 |     |

#### Barrages de promotion-relégation
| Équipe 1         | Résultat      | Équipe 2              |
| ---------------- | ------------- | --------------------- |
| KS Kamza         | 0 - 2         | (D2) Besa Kavajë      |
| KS Tomori Berat  | 0 - 0 3-2 tab | (D2) Besëlidhja Lezhë |
| KS Apolonia Fier | 3 - 0         | (D2) KS Lushnja       |

## Bilan de la saison
| Championnat d'Albanie de football 2011-2012 |                             |
| Champion                                    | Skënderbeu Korçë (4e titre) |
| Coupes et trophées                          |                             |
| Vainqueur de la Coupe d'Albanie 2011-2012   | KF Tirana                   |
| Qualifications continentales                |                             |
| Ligue des champions 2012-2013               | Skënderbeu Korçë            |
| Ligue Europa 2011-2012                      | KF Tirana                   |
| Ligue Europa 2011-2012                      | KS Teuta Durres             |
| Ligue Europa 2011-2012                      | KS Flamurtari Vlorë         |
| Promotions et relégations                   |                             |
| Promus en Kategoria Superiore               | KF Përparimi Kukës          |
| Promus en Kategoria Superiore               | KS Luftëtari Gjirokastër    |
| Promus en Kategoria Superiore               | KS Besa Kavajë              |
| Relégués en Kategoria e parë                | KS Pogradeci                |
| Relégués en Kategoria e parë                | KS Dinamo Tirana            |
| Relégués en Kategoria e parë                | KS Kamza                    |